# سایبرپانک

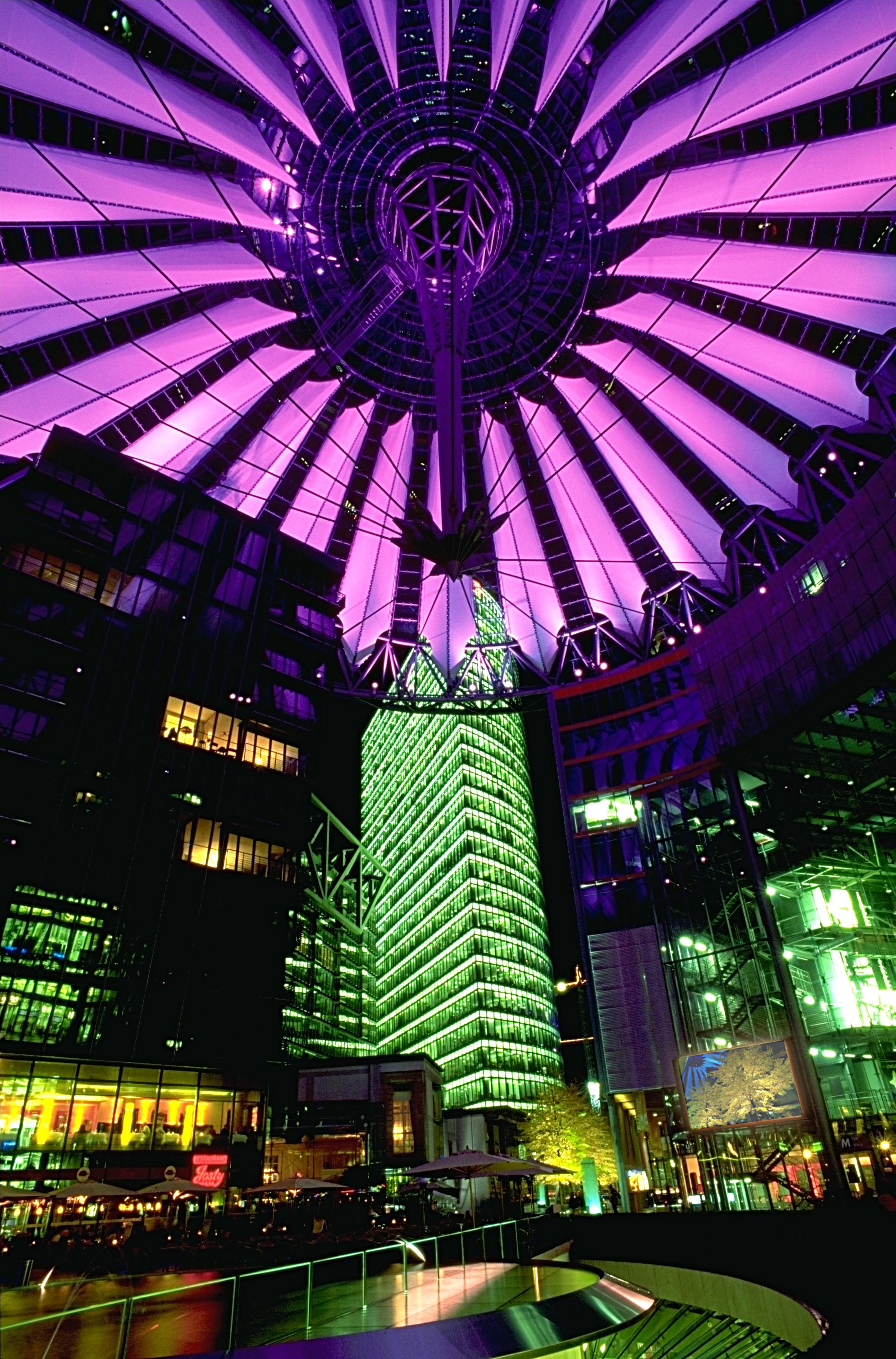
مرکز سونی در برلین که نمایانگر تصویری زیبایی شناسانه از سایبرپانک است. هنر سایبرپانک غالباً در چشم‌اندازهای سنتی و صنعتی و مدرن شهرداری دیده می‌شود و «روشنایی شب» از نخستین نمادهای این ژانر می‌باشد.

سایبِرپانک (به انگلیسی: Cyberpunk) یکی از زیرسبک‌ها در داستان‌های علمی-تخیلی است. سایبرپانک همچنین یکی از زیرسبک‌های داستان‌های پادآرمان‌شهری، یعنی جوامع قهقرایی آینده به‌شمار می‌آید. تمرکز موضوع در سبک سایبرپانک بر فناوری‌های پیشرفته مانند فناوری رایانه، ارتباطات و سایبرنتیک، توأم با ازهم‌گسیختگی نظم اجتماعی است.

لارنس پرسون تلاش کرده است تا محتوا و اخلاق جنبش ادبی سایبرپانک را تعریف کند:
شخصیت‌های کلاسیک سایبرپانک معمولاً رانده‌شدگانی بیرون مانده و تنها بودند که در آینده‌ای معمولاً دیستوپیایی در کنارهٔ اجتماع زندگی می‌کنند. آنجا که زندگی تحت تأثیر تغییرات سریع فناوری، تغییرات جسم بی‌ارزش انسان و اطلاعات رایانه‌زده قرار دارد.— لارنس پرسون
موضوع کتاب‌های سایبرپانک معمولاً حول محور ستیز میان هکرها، هوشمندان مصنوعی و شرکت‌های غول‌آسا می‌چرخد. مکان و زمان این داستان‌ها در آغاز بیشتر فضاهای دوردست بوده ولی بعداً بیشتر در آینده کره زمین قرار گرفته است.
شهرهای این آینده، معمولاً حالتی منتفی و ضدایده‌آلی دارند ولی تحرک و تنوع فراوان نیز از مشخصه‌های بی بدیل آنهاست. بیشتر جو دو سر فیلم‌های سایبرپانکی بازتاب‌دهنده سبک فیلم سیاه (film noir) هستند و نوشته‌های سایبرپانکی نیز از شگردهای سبک تخیلی-کارآگاهی و کارگاهی استفاده می‌کنند.

## پیشینه
بخش دوم کلمه از نام سبکی سنگین در موسیقی راک به نام پانک راک و خرده‌فرهنگی در دهه ۷۰ به نام خرده‌فرهنگ پانک، گرفته شده است و اشاره به جوانانی باهوش دارد که به هنجارهای جامعه معترض بودند و خواستار برهم زدن وضع موجود هستند.
در اوایل و اواسط دهه ۱۹۸۰، سایبرپانک تبدیل به یک موضوع باب روز و شب در محافل دانشگاهی و کافه‌های لباس آزاد شد. در آن محافل، سایبرپانک را موضوع بررسی‌های پست‌مدرن قرار دادند. در همان دوره سایبرپانک به هالیوود هم راه یافت و یکی از سبک‌های رایج در موضوعات سینمایی داستانی شد. بسیاری از فیلم‌های محبوب و پربیننده مانند بلید رانر و سه‌گانهٔ ماتریکس را می‌توان به عنوان نمودهای پیشرفته‌تر سبک سایبرپانک در عرصه‌های موضوعی و جلوه‌های ویژه دانست.

## مشتقات سایبرپانک

### پست‌سایبرپانک
پست‌سایبرپانک شامل آثار جدیدتر سایبرپانک است که رویکردهای متفاوتی را در این ژانر آزمایش می‌کنند. چنین آثاری به عناصر اصلی آینده‌نگر سایبرپانک، مانند تقویت انسان (تولید مثل، جسمی و ذهنی) کره‌های اطلاعاتی فراگیر (یک قلمرو متافیزیکی از اطلاعات، داده‌ها، دانش و ارتباطات)، و سایر فناوری‌های پیشرفته می‌پردازند، و از فرض یک دیستوپیا چشم‌پوشی می‌کنند. با این حال، مانند تمام دسته‌هایی که در داستان‌های علمی تخیلی تشخیص داده می‌شوند، مرزهای پست‌سایبرپانک ساده یا بد تعریف شده است.
می‌توان استدلال کرد که ظهور داستان‌های سایبرپانک در زمانی اتفاق افتاد که «سایبر» هنوز برای افراد عادی، جدید و عجیب به حساب می‌آمد. از این نظر، پست سایبرپانک اساساً با تأیید این ایده ظاهر شد که بشر از آن زمان با مفهوم فضای سایبر سازگار شده است و دیگر برخی از عناصر سایبرپانک را از دنیایی دور نمی‌بیند.

### اتم‌پانک
اتم‌پانک مربوط به دوره قبل از عصر دیجیتال ۱۹۴۵–۱۹۶۹، و مدرنیسم اواسط قرن است. عصر هسته‌ای، جت و فضا. کمونیسم، معماری استالینیستی، و جاسوسی اوایل جنگ سرد، همراه با پارانویای ضدکمونیستی و ترس سرخ در ایالات متحده، سینمای زیرزمینی، معماری گوگی، اسپوتنیک-۱ و رقابت فضایی، کتاب‌های کمیک و داستان‌های ابرقهرمانی، و ظهور مجتمع نظامی-صنعتی آمریکا.
زیبایی‌شناسی آن به پاپیولوکس و رایگون گوتیک گرایش دارد، و یک چشم‌انداز آینده‌نگر از جهان را توصیف می‌کند. بیشتر آثار علمی تخیلی آن دوره دارای زیبایی‌شناسی‌ای بودند که آثار بعدی اتم‌پانک را تحت‌تأثیر قرار دادند یا الهام‌بخش آن‌ها بودند. برخی از این آثار اتم‌پانک عبارتند از فیلم‌های علمی تخیلی دهه ۱۹۵۰، دوره شان کانری از فرنچایز جیمز باند، دکتر استرنج لاو، پیشتازان فضا، منطقه گرگ و میش، انتقام‌جویان و قسمت‌های اولیه دکتر هو.

### کلاک‌پانک
کلاک‌پانک، زیرشاخه‌ای از استیم پانک، دوره رنسانس (قرن ۱۴ تا ۱۷) را دوباره به‌تصویر می‌کشد تا فناوری‌های آینده‌نگر را در بر بگیرد، که اغلب علم و فناوری دوران رنسانس را بر اساس ساعت، چرخ‌دنده‌ها و طراحی‌های ماشین‌های داوینچی به‌تصویر می‌کشد.
نمونه‌هایی از کلاک‌پانک عبارتند از: دنیای شعله‌ور اثر مارگارت کاوندیش، بازی ویدئویی بی‌آبرو ۲ ساخت آرکین استودیوز، نسخه سینمایی سه تفنگدار (۲۰۱۱)، مجموعه تلویزیونی شیاطین داوینچی، و همچنین بازی‌های ویدیویی دزد: پروژه تاریک، و اساسینز کرید ۲.

## نگارخانه

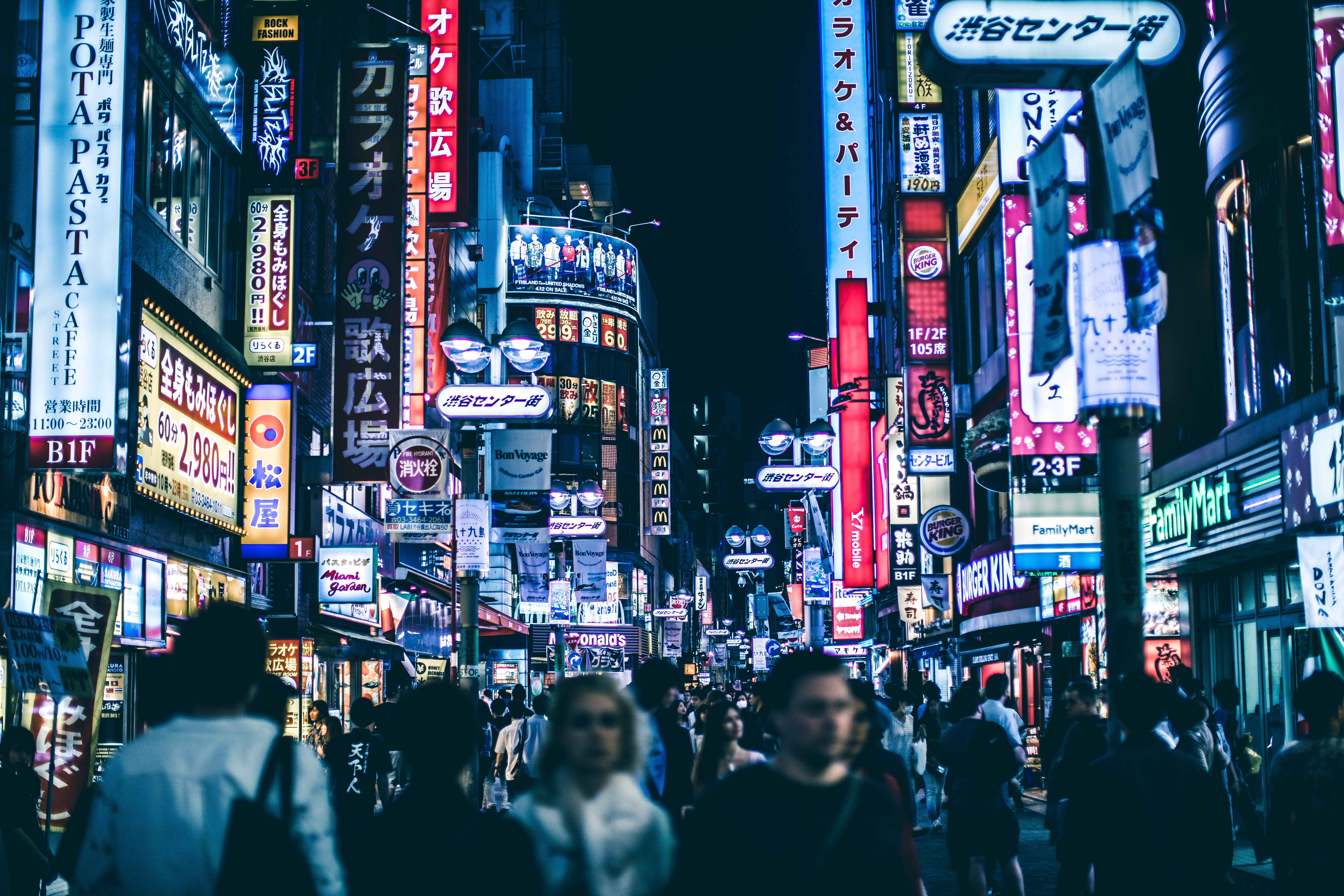
File:Shibuya crossing night.jpg
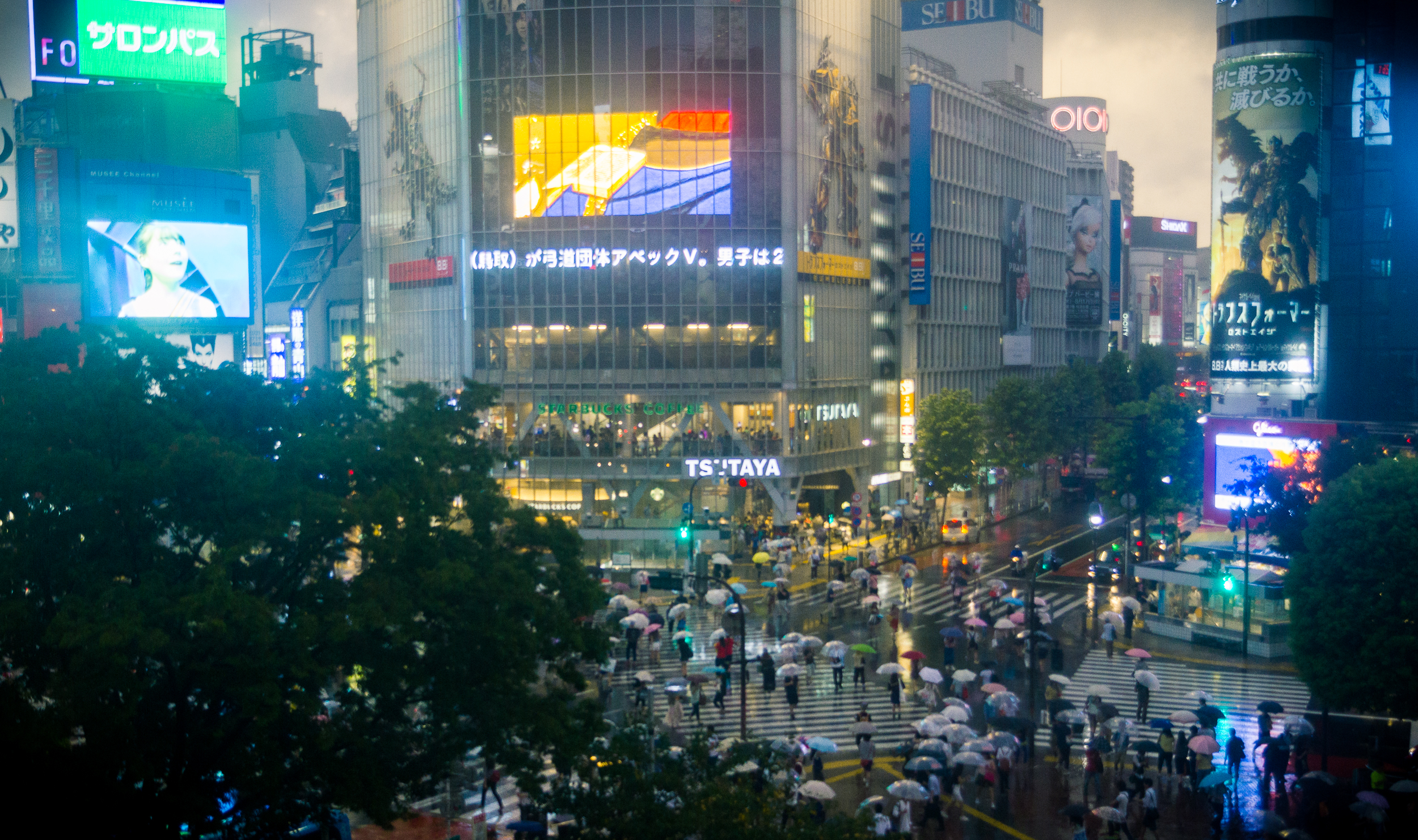
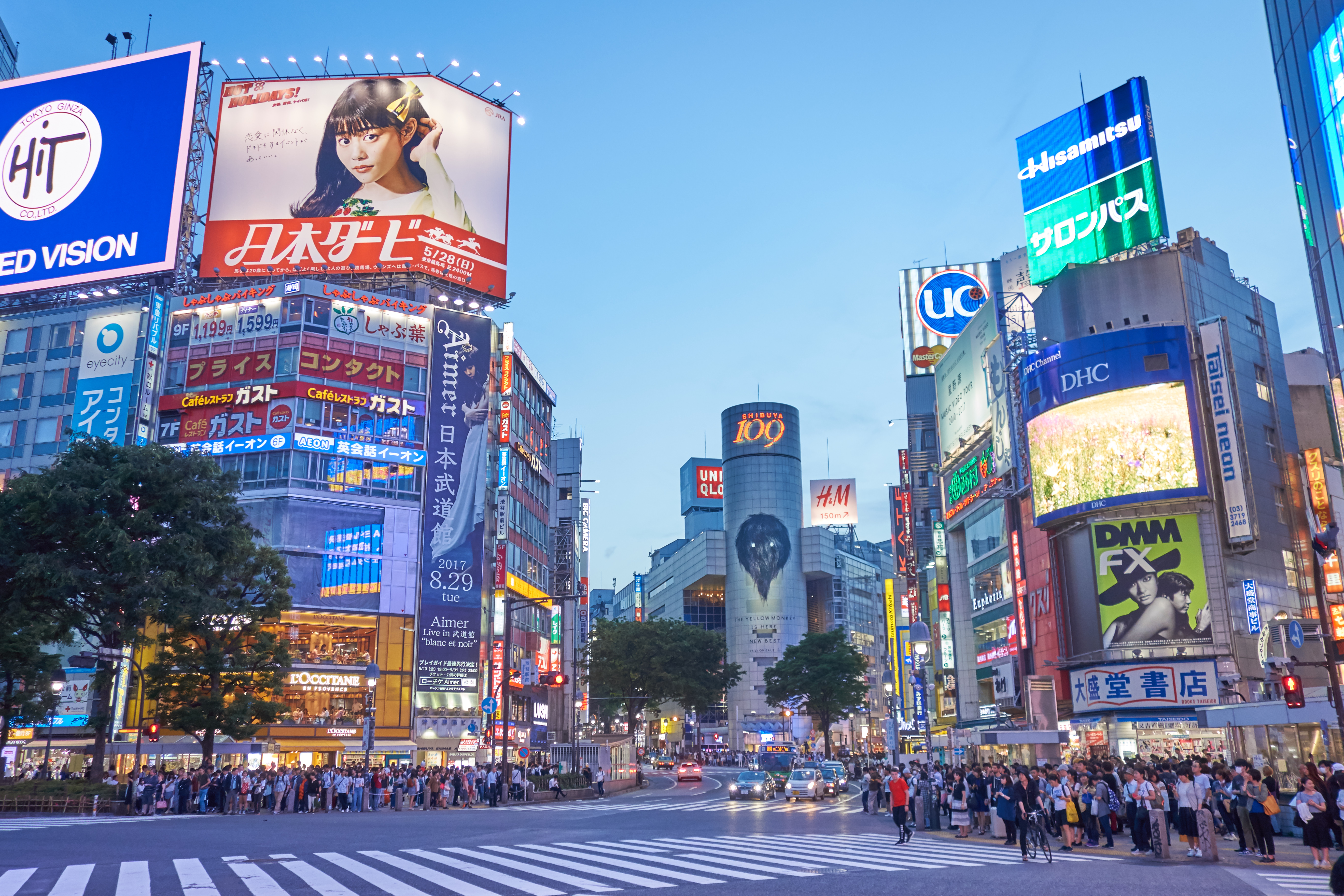